# Jean-Baptiste Louis Gros

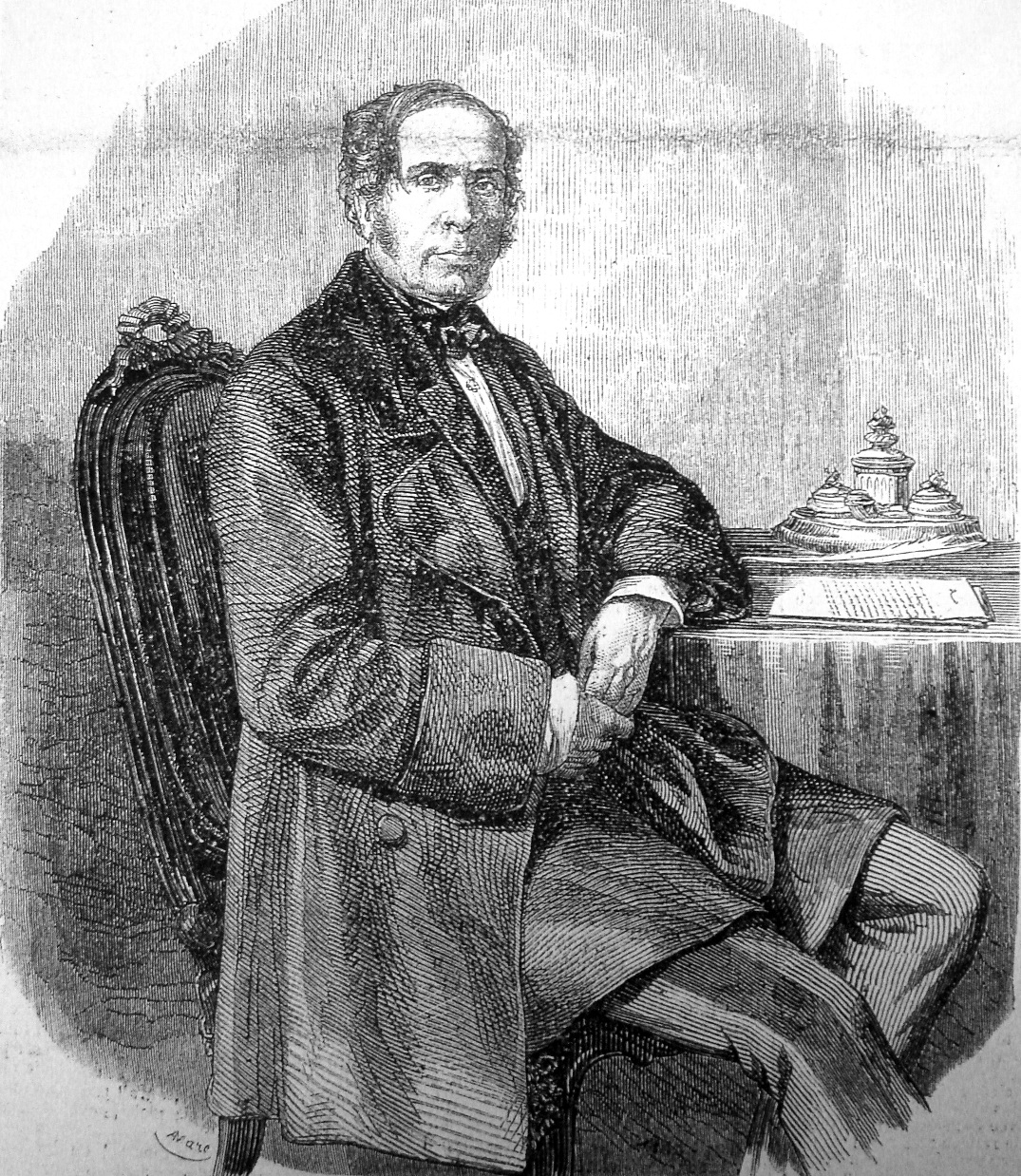
Jean-Baptiste Louis Gros, 1858

Jean-Baptiste Louis Gros (* 8. Februar 1793 im Kanton Ivry-sur-Seine-Ouest; † 17. August 1870 in Paris) war ein französischer Botschafter.

## Leben

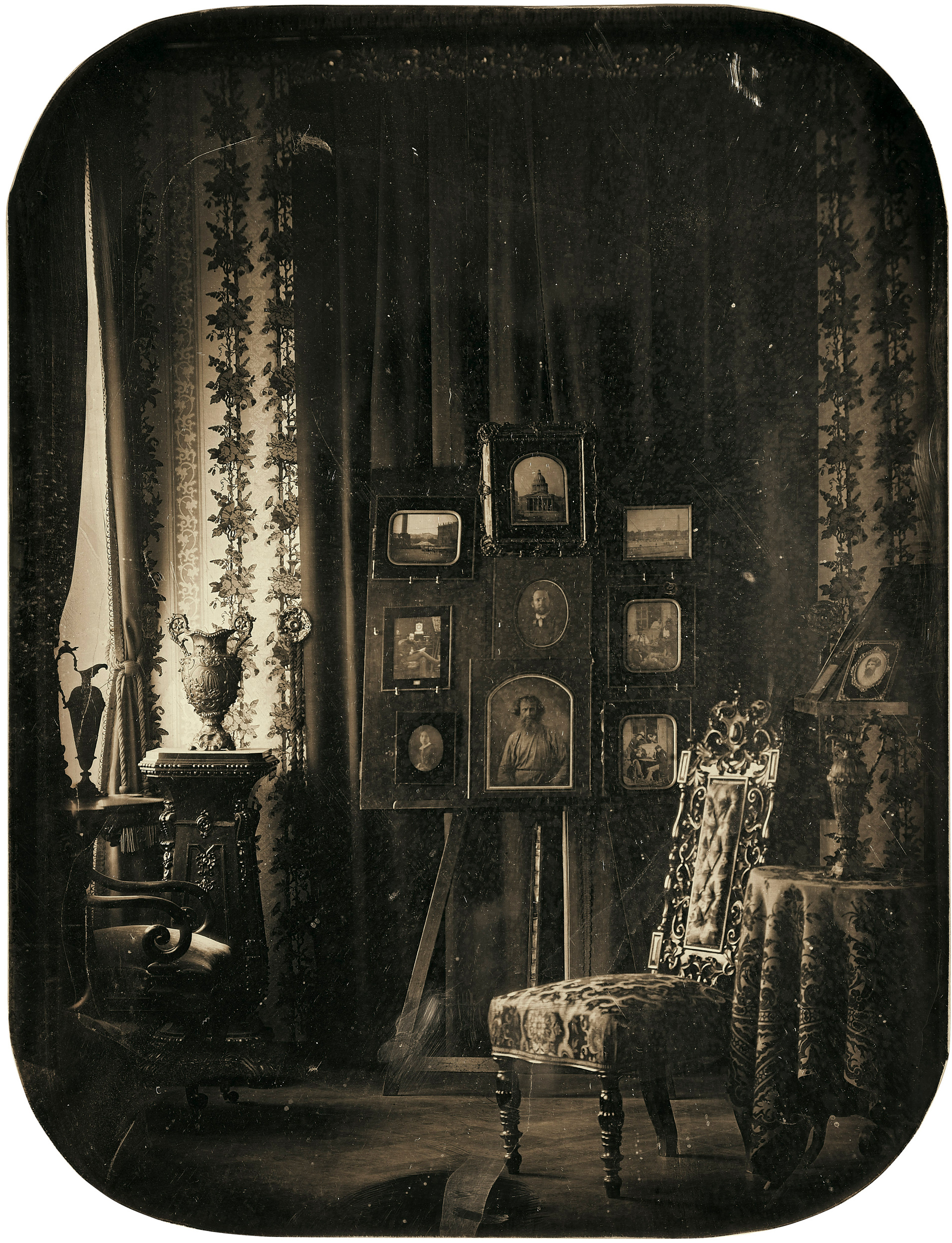
Jean-Baptiste Louis Gros: Salón von Baron Gros, Daguerreotypie, 1850–57

Jean-Baptiste Louis Gros war der Sohn eines Angestellten der Bathilde d’Orléans.
Jean-Baptiste Louis Gros trat 1823 in den auswärtigen Dienst und wurde Attaché in Lissabon. 1828 war er bei Muhammad Ali Pascha in Kairo akkreditiert.
Als Botschaftssekretär in Mexiko-Stadt stieg Gros mit Alexander von Humboldt im zweiten Anlauf am 28. Mai 1833 auf den Popocatépetl. Anschließend war er Botschaftssekretär in Buenos Aires. Jean-Baptiste Louis Gros war Maler, Anwender der Daguerreotypie und Mitglied der Société française de photographie.
Von 1838 bis 1842 war er französischer Gesandter in der Republik Neugranada. 1839 war er Geschäftsträger in Caracas. 1841 wurde in Bogotá der Maler Luis García Hevia für seine ensayos en daguerrotipo ausgezeichnet.
1849 wurde er nach London gesandt, wo er 1851 er die Great Exhibition fotografierte, von 1852 bis 1863 Ambassador to the Court of St James’s war, in dieser Eigenschaft war er ab 1854 Mitglied einer Grenzverlaufskommission zwischen Frankreich und Spanien und 1857 Befehlshaber der französischen Truppen im zweiten Opiumkrieg.

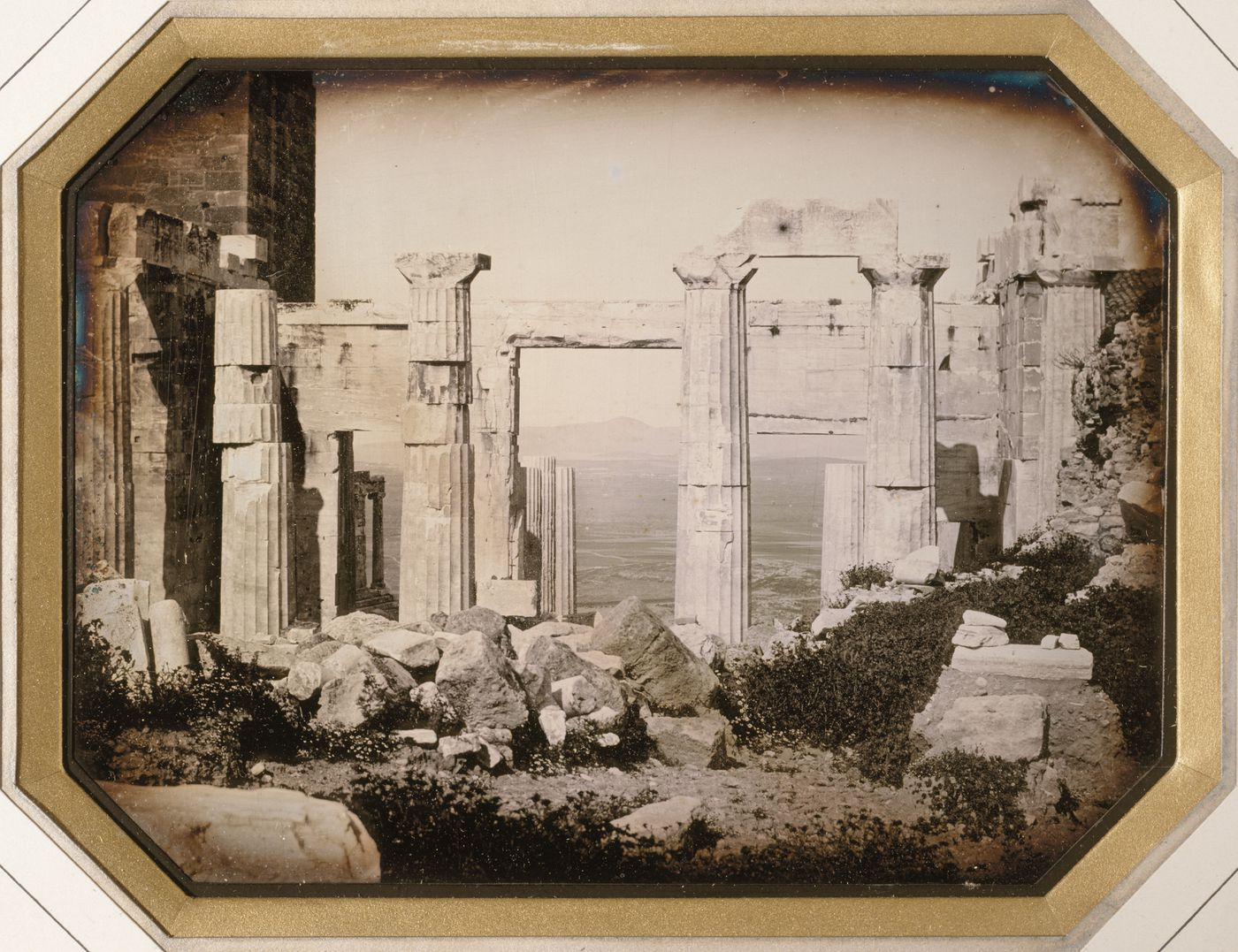
1850 war Jean-Baptiste Louis Gros Gesandter bei Otto (Griechenland) in Athen, wo die Megali Idea Gegenstand des politischen Diskurses war und er eine Daguerreotypie der Akropolis fertigte.

Am 9. Oktober 1858, nach dem Vertrag von Kanagawa 1854, unterzeichnete er in Edo den Treaty of Amity and Commerce between France and Japan.

## Werke
The Battle of Nazareth